# Симаничи
Симаничи (сев.-зап. мар. Симӹн) — деревня в Яранском районе Кировской области. Входит в Знаменское сельское поселение.

## Географическое расположение
Расстояние до районного центра Яранск — 9 км, до областного центра Киров — 188 км, до Москвы — 633 км. Расстояния до аэропортов: Победилово (167 км), Йошкар-Ола (62 км).

## История деревни
Первые упоминания о деревне Симаничи относится к «Списку населённых мест Вятской губернии по сведениям 1859—1873 гг.». Адрес деревни определялся как «Яранский уезд, Стан 1 По левую сторону Московского почтового тракта, через г. Козьмодемьянск. Шуварской-Кокушки» Сами Шуварской-Кокушки состояли из:
1. деревня Малые Шувары (Яранский район, Кировская область) — ныне не существует
2. деревня Симаничи (Яранский район, Кировская область) — существует в настоящий период
3. деревня Бутырки (Яранский район, Кировская область) — ныне не существует
4. деревня Юкеичи (Юксичи) (Яранский район, Кировская область) — ныне не существует
5. деревня Кукушки (Шуварский) (Яранский район, Кировская область) — ныне не существует
6. деревня Андреичи (Савасичи) (Яранский район, Кировская область) — ныне не существует

В соответствии с «Книгой Вятских родов» В. А. Старостина в реестре селений и жителей на 1891 год деревня Симаничи определялась как Вятская губерния — Яранский уезд — Малошалайская волость — Арламбинское общество. На этот период в Симаничах проживало:
Количество родов: 4. Количество семей: 17. Количество жителей: 102
Из них: Петровых — 6 семей, Романовых — 5 семей, Смирновых — 1 семья, Циндуевых — 5 семей
Основным видом деятельности были земледелие и промыслы. Исходя из записи, на каждую семью приходилось:
Земли в среднем на 1 хозяйство: 16 десятин
Скота в среднем на 1 хозяйство: 2 голов (в пересчёте на крупный)
Промысел или занятие, основное для селения (по Книге Вятских родов): извоз
Общее число лиц в селении, занимающихся промыслом: 3
Из «Перепись населения 1926 г. Список населённых мест Вятской губернии» мы можем узнать, что на этот период в Симаничах проживало 116 человек (из которых мужчин — 55, женщин — 66), было 22 крестьянских хозяйства. Отдельной сноской указано — в числе населения: мари: 104 чел.
По данным МБУ «Яранский районный архив» С 1931 года деревня Симаничи относилась к Шуварскому сельскому Совету рабочих, крестьянских и красноармейских депутатов, который был образован в 1931 году и входила в состав Нижегородского края (постановление Нижегородского крайисполкома от 06.03.1931 года). С октября 1932 года Шуварский сельский Совет перешёл в подчинение Горьковского края, с декабря 1934 года — Кировского края, с декабря 1936 года — Кировской области. С 1939 г. по 1954 г. — Шуварский сельский Совет депутатов трудящихся Яранского района Кировской области. На основании решения исполнительного комитета Яранского районного Совета депутатов трудящихся /протокол N 1 от 06.01 54 г. фонд 129, оп.1,д.401, л.3,4/ Знаменский сельский Совет объединился с Шуварским с центром м. Знаменка и Симаничи вошли в Знаменский сельсовет. В 1932 году в Симаничах был образован колхоз под названием «Рассвет». В 1956 году было принято решение о слиянии соседних колхозов «Красная звезда», «Рассвет» Шуварского сельсовета, имени Ильича, «Новый путь» и имени Кирова Знаменского сельсовета в один. Новый колхоз получили название «Красная Звезда».

### Симаничи в годы Великой Отечественной войны
В годы Великой Отечественной войны многие жители Симаничи ушли на фронт и были награждены правительственными наградами.
Вот неполный список награждённых:
1 Романов Филимон Евсеевич 1904 г. р / гв. красноармеец / — медаль за «Отвагу»
Был призван на фронт в феврале 1942 года. Служил в должности телефониста в 15 батальоне 48 гвардейской Тартуской бригаде. Был ранен 24.04.1943 в боях за Харьков и 25.06.1944 года в боях за Кировоград. Из наградного листа (стр. 25) : 15.04.1945 года гвардии рядовой Романов в бою за город Лечин обеспечил бесперебойную работу телефонной связи, устранив 37 порывов на линии связи под сильным минометным огнём противника. 22.04.1945 года в боях в городе Берлин устранил 28 порывов связи, тем самым дал возможность батарее вести прицельный огонь. Командир 4 дивизиона гвардии майор Тонконог. 28 апреля 1945 года"
2 Барабанов Иван Ефимович 1916 г.р. / лейтенант / — орден «Красной Звезды»
Лейтенант Барабанов Иван Ефимович (в рядах Красной Армии — с 1939 года. Был командиром взвода 1 роты отдельного рабочего батальона 21 армии. Воевал на Ленинградском фронте с 14 декабря 1941 года по 24.10.1944 года. С 25.01.1945 года — на 1 Украинском фронте. Имеет два тяжелых ранения. За форсирование реки Одер 16 мая 1945 года был представлен к ордену «Красной Звезды». (из наградного листа. стр 57)
3 Барабанов Василий Федорович 1913 г.р. / / Орден Отечественной войны I степени.
4 Музин Леонид Яковлевич 1925 г.р. / / Орден Отечественной войны II степени.
5 Петров Павел Михайлович 1913 г.р. / / Орден Отечественной войны II степени.
6 Попов Николай Иванович 1914 г.р. / / Орден Отечественной войны II степени.
7 Романов Степан Яковлевич 1912 г.р. / / Орден Отечественной войны II степени.
Погибшие и пропавшие без вести:
1. Тунгузов Николай Николаевич 1925 г.р. — пропал без вести __.__.1941 (данные не понятны; возможно, в 1943 году)
2. Романов Аркадий Яковлевич 1925 г.р. — пропал без вести __.06.1944
3. Цымбусов Илья Семенович 1908 г.р. — пропал без вести __.05.1942
4. Барабанов Дмитрий Федорович 1919 г.р. — пропал без вести __.05.1942
5. Цымбусов Гаврил Платонович 1917 г.р. — пропал без вести __.12.1941
6. Ямщиков Кирилл Григорьевич 1910 г.р. — пропал без вести __.03.1943
7. Романов Яков Данилович 1900 г.р. — пропал без вести __.05.1942
8. Тюбкин Федор Михайлович 1898 г.р. — пропал без вести __.03.1942
9. Барабанов Павел Ефимович 1910 г.р. — расстрелян по приговору трибунала 03.01.1942

### Симаничи в наши дни
С 1998 года относится к Знаменскому сельскому округу.
С 1 января 2006 года — к Знаменскому сельскому поселению Архивная копия от 26 июля 2018 на Wayback Machine.

## Население
| 2010 |
| ---- |
| 26   |

## Известные уроженцы
Тужаров Геннадий Матвеевич (1931—2008) — марийский филолог и языковед. Специалист в области морфологии марийского языка. Крупнейший и авторитетнейший исследователь северо-западного марийского языка. Автор свыше 60 печатных работ, а том числе 6 монографий.